# Ingrid Pitt
Ingrid Pitt (Varsovia, Polonia, 21 de noviembre de 1937 – Londres, 23 de noviembre de 2010) fue una actriz polaca, de verdadero nombre Ingoushka Petrov, conocida por su trabajo en películas de terror durante la década de 1970. 
Sus mejores interpretaciones las realizó para la casa británica Hammer Productions: The Vampire Lovers (1970) y Countess Dracula (1971).

## Biografía
Pitt pasó tres años en un campo de concentración nazi cuando era niña; después de salir, fue a Berlín Este, donde empezó su carrera como actriz de teatro, llegando a trabajar bajo la dirección de la viuda de Bertolt Brecht. 
Por problemas con las autoridades comunistas, tuvo que escapar, lanzándose al río Spree, del que fue rescatada por un oficial norteamericano con el que se casó y mudó a Estados Unidos. Una vez allí, continuó con su carrera, con roles secundarios en películas como Doctor Zhivago y El desafío de las águilas. 
En los setenta se trasladó a Inglaterra, donde protagonizó clásicos de la Hammer Films, como los ya referidos The Vampire Lovers y Countess Drácula, en los que sobresalió por su sensualidad, lo que la convirtió en actriz de culto.

## Filmografía parcial
- Barreiros 66 (1966)
- Un beso en el puerto (1966)
- A Funny Thing Happened on the Way to the Forum (1966)
- The Omegans (1968)
- Where Eagles Dare (1968)
- The House That Dripped Blood (1970)
- The Vampire Lovers (1970)
- Nobody Ordered Love (1971)
- Countess Dracula (1971)
- El hombre de mimbre (1973)
- Who Dares Wins (1982)